# A bor
A bor Gárdonyi Géza 1901-ben írt háromfelvonásos népdrámája, színműírói munkásságának legjelentősebb darabja. Megírásakor Gárdonyi sok tekintetben nem tudott elszakadni prózaírói mivoltától, így a mű fordulatos cselekményekben, feszültségfokozó dramaturgiai elemekben nem bővelkedik. Ugyanakkor a falusi házaspár lelki viaskodását ábrázoló darabot a magyar irodalomtörténet-írás a népszínművek hagyományával szakító, a realista népdráma műfajának kibontakozásához vezető út egyik legfontosabb mérföldköveként tartja számon.

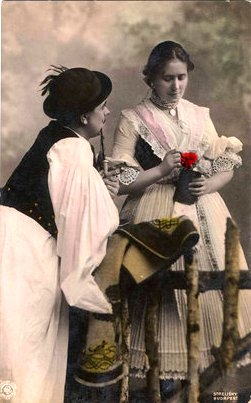
Társulat: Nemzeti Színház, Budapest. Bemutató: 1901. március 29. Szereplők: Baracs Matyi: Rózsahegyi Kálmán, Szunyog Rozi: Ligeti Juliska

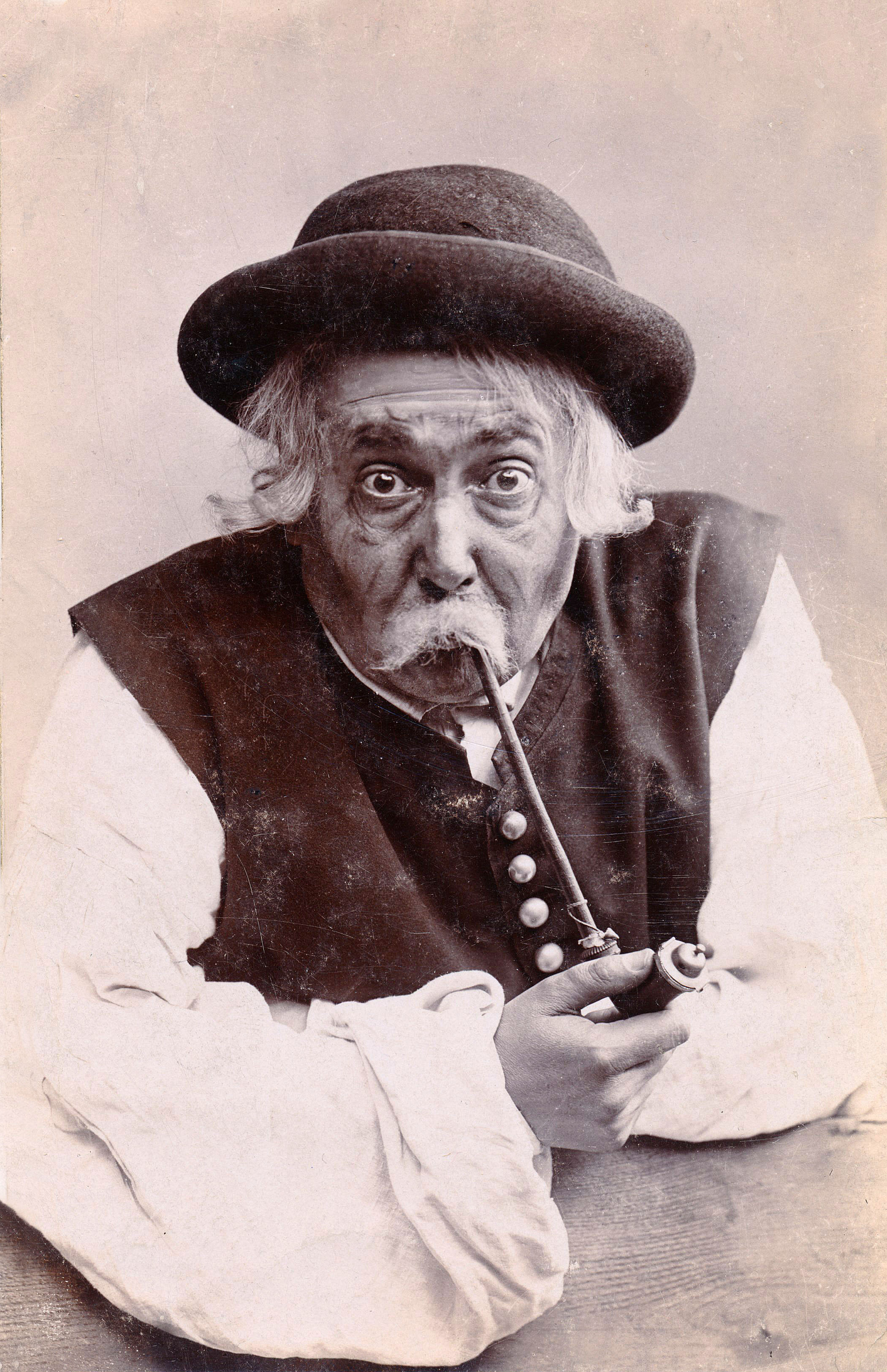
Gabányi Árpád Mihály bácsi szerepében a bemutató idején (Nemzeti Színház, Budapest. 1901. március 29.)

## Keletkezése
A fővárosi Nemzeti Színház igazgatója, Beöthy László ösztönözte Gárdonyit és több más pályatársát egy falusi környezetben játszódó dráma megírására. Abban a reményben tette ezt, hogy a 19. században népszerű, de a századfordulóra sekélyes, szórakoztató zenés színpadi műfajjá váló népszínművek világába a kortárs szerzők újszerű társadalmi-lélektani szemlélete áttörést hozhat. Gárdonyi pályája korábbi szakaszaiban több ízben próbálkozott ugyan a színházzal, de darabjai rendszerint megbuktak. 1900. június 4-én a rábeszélésnek engedve mégis hozzáfogott A bor – első címváltozatában A bikavér – megírásához, amellyel végül sajátos körülmények között készült el. Gárdonyi sehogy nem haladt az írással egri otthonában, így vonatra ült, hogy Pestre utazzon kikapcsolódást keresni. A vonat első osztályú fülkéjében azonban rátalált az ihlet, és már Pest felé lázas sietséggel írta a darabot. Pesten másik vonatra váltott jegyet, s vonatról vonatra szállva a Budapest–Nagyvárad–Máramarossziget–Püspökladány–Szászrégen–Borszék-útvonalat bejárva, majd egyheti borszéki tartózkodás során írta meg a színdarabot. A letisztázott kézirat 1900. július 1-jére készült el, s egy héttel később a szerző át is adta Beöthynek a szövegkönyvet. A kézirat elolvasása után a színigazgató – egyúttal a darab rendezője – nem bízott a színmű sikerében. Hasztalan kérte azonban Gárdonyit a harmadik felvonás újraírására, így Beöthy halogatta a mű színpadra állítását. Kötötte azonban az egyezség és a szerzőnek adott előleg, így az 1900–1901-es évad vége felé, 1901 márciusában kelletlenül elrendelte a próbafolyam elindítását. Gárdonyi ekkor már A láthatatlan emberen dolgozott, így csak március 24-én utazott fel a fővárosba, hogy megtekintse a jelmezes főpróbát. A főpróba előadását a kritikusok kedvezőtlenül fogadták, így Gárdonyi – hogy elébe menjen a csúfos bukásnak – még aznap, március 28-án tárcát közöltetett le a Budapesti Hírlapban, amelyben a maga és a színház kapcsolatáról, a darabjához fűződő ambivalens érzéseiről írt.
A bemutató előadásra másnap, 1901. március 29-én került sor a budapesti Nemzeti Színházban, Gyenes László, Alszegi Irma, Gabányi Árpád, Rózsahegyi Kálmán, Ligeti Juliska főszereplésével, de a mellékszereplők között is a korabeli magyar színjátszás nagy alakjainak – Újházy Ede, Vizvári Gyula, Latabár Kálmán és Paulay Ede – nevével találkozhatunk. A színikritikusok néhány kivételtől – Alexander Bernát, Molnár Ferenc, Tóth Béla méltató szavaitól – eltekintve kedvezőtlenül fogadták, a közönség azonban szerette a darabot, különösen azt a harmadik felvonást, amelyben maga Beöthy sem bízott. 1902. április 1-jén ötvenedszer, 1910. december 25-én pedig századszor adták elő a darabot a Nemzetiben. 1901-ben sikerrel mutatták be a Gárdonyi-színművet Szegeden, 1902-ben Egerben, 1903. február 21-én pedig a bécsi Volkstheaterben is előadták, de az osztrák közönség előtt megbukott és tíz előadást sem ért meg a darab. 

## Történet
Gárdonyi az 1898-ban megjelent, saját vidéki élményein alapuló, Az én falum című elbeszéléskötet egyik novelláját dramatizálta színpadra, de a történetbe beleszőtte az 1890-es évek közepén számára nagy sikert hozó karikatúraszerű Göre-levelek alakjait is (Göre Gábor bíró uram, Durbints sógor, Kátsa cigány és mások). A darab a Göre-történetek képzeletbeli helyszínén, Lepénden játszódik. Hőse, Baracs Imre csendes, jámbor, józan életű ember, akit egy ünnepi alkalommal felesége nógat borivásra. Baracs mámoros lesz az italtól, s részeg fővel elveri a feleségét. Az asszony elköltözik otthonról, gyermeküket is magával viszi, s a darab cselekménye annak az öt hétnek a története, amelyet egymástól külön töltenek a házastársak. Nem drámai fordulatokban bővelkedő cselekmény ez, csupán a két ember önmagával és egymással való viaskodásának, rejtett érzelmeinek ábrázolása. Mindketten önérzetesek és konokok, s bár szeretik egymást, nem tudják az összebékülés módját, oktalanul játszott ridegséggel, a megbánás elleplezésével lökik egyre távolabb maguktól a másikat.

## Utóélete és hatása
Gárdonyi A bor megírásával beváltotta a hozzá fűzött reményeket. Szakított a népszínművek túlzó modorosságaival, a szöveg és a cselekmény alakítása során igyekezett kizárni a vidéki népet kifigurázó dramaturgiai elemeket, bár a karikaturisztikus Göre Gábor-alakok szerepeltetésének nem tudott ellenállni. Saját korábbi, 1890-es évekbeli novelláitól eltérően ebben a színpadi műben már nem idealizálta a parasztságot, hanem hibáival és erényeivel együtt mutatta meg a közönségnek, hogy a magyar paraszt gondolkodó és érző hús-vér ember. A századforduló irodalmában és városi kultúrájában, ahol a vidéki nép legfeljebb külsőségeiben megkapó kuriózum vagy megmosolyogtató egzotikum volt, mindez újszerű megoldásnak számított. Ugyanakkor A bor szerkezete is arról vall, hogy Gárdonyi elsősorban novellista volt, s az elbeszéléshez elegendő téma nem feltétlenül tölti ki egy színpadi mű kereteit. Bár a főszereplők jelleme és lelki életük ábrázolása gondos drámaírói kézről vall, a darabból azonban hiányoznak a feszültséget fokozó fordulópontok. A drámai csúcspontra már az első felvonásban sor kerül, amikor Baracsné elhagyja férjét, ám ezt követően a darab íve a végkifejletig lefelé tart, csupán néhány jelenet dramaturgiai megoldása kelt kisebb feszültséget, illetve a Göre Gábor-féle kompánia időnkénti megjelenése lop egyfajta vidám színfoltot a darabba. Ez utóbbi némely korabeli kritikus szerint az ígéretesnek induló drámát parasztkomédiává silányította, a közönség azonban kedvelte a Göre-betéteket.
A bor kedvező fogadtatásán felbuzdulva Gárdonyi az 1900-as években több további színművet írt (Annuska, 1902; Fehér Anna, 1906; Fekete nap, 1906; Falusi verebek, 1909), ezekkel azonban nem tudta megismételni korábbi sikerét. Ugyanakkor pályatársaira is hatott a paraszti világ újszerű láttatásával, az elkövetkező években részben A bor hatására és az általa megkezdett úton továbbhaladva írta meg Bródy Sándor A dada és A tanítónő, Móricz Zsigmond a Sári bíró (1910), Barta Lajos a Parasztok (1911), Tömörkény István pedig a Barlanglakók (1913) című drámáját.